# Ildefons Cerdà (metrostation)
Ildefons Cerdà, voluit Ildefons Cerdà - Ciutat de la Justícia, is een metrostation van de metro van Barcelona.  Het metrostation werd ingebruik genomen in 1987. en bediend door FGC metrolijn 8, en andere voorstadslijnen van FGC, en sinds 2018 ook door metrolijn 10 Sud van de Transports Metropolitans de Barcelona (TMB). 
Het station is genoemd naar het plein Plaça d'Ildefons Cerdà, en beide zijn ter ere van de stedenbouwkundige Ildefons Cerdà, planoloog van het hele omliggende gebied als onderdeel van het Eixample-project. Het plein ligt in het district Sants-Montjuïc van Barcelona, op de stadsgrens met L'Hospitalet de Llobregat. Het metrostation ligt niet exact onder het plein maar 300 meter meer zuidwestwaarts onder de Gran Via de les Corts Catalanes in L'Hospitalet. De ingangen van dit station zijn aan de Avinguda de la Granvia en bieden toegang tot de Ciutat de la Justícia, het complex van gerechtsgebouwen van zowel Barcelona als L'Hospitalet de Llobregat.

## Lijnen
- FGC Metro van Barcelona - L8
- TMB Metro van Barcelona - L10 Sud
- FGC Metro del Baix Llobregat - R5, R6, S33, S4, S8